# Ocivaldo Gato
Ocivaldo Serique Gato, mais conhecido como Gatinho (Santarém, 23 de dezembro de 1966 – Belém, 30 de julho de 2013) foi um engenheiro e político brasileiro.
Foi deputado estadual (2003–2010) e vereador de Macapá.

## Biografia
Ocivaldo era filho de paraenses e empresário da construção civil. Foi taxista e vendedor no Mercado Central, em Macapá.Foi eleito vereador de Macapá em 2000. Em 2002, foi eleito deputado estadual pela primeira vez em 2002, pelo PDT. Em 2006, então filiado ao PL, não consegue renovar o mandato. Já nas eleições de 2010, Gatinho finalmente consegue a reeleição. 

## Morte
Gatinho morreu em Belém (PA) no dia 30 de julho de 2013, vítima de um câncer no abdômen.  O parlamentar estava internado no Hospital Saúde da Mulher, havia um mês, onde fazia tratamento contra a doença, descoberta há um ano. O corpo do deputado foi velado no plenário da Assembleia Legislativa do Amapá. 